# Branca da Borgonha, Condessa de Saboia
Branca da Borgonha (Borgonha, 1288 – Dijon, 18, 27 ou 28 de julho de 1348) foi condessa de Saboia como esposa de Eduardo de Saboia.

## Família
Branca foi a segunda filha e terceira criança nascida de Roberto II, Duque da Borgonha e da princesa Inês da França.

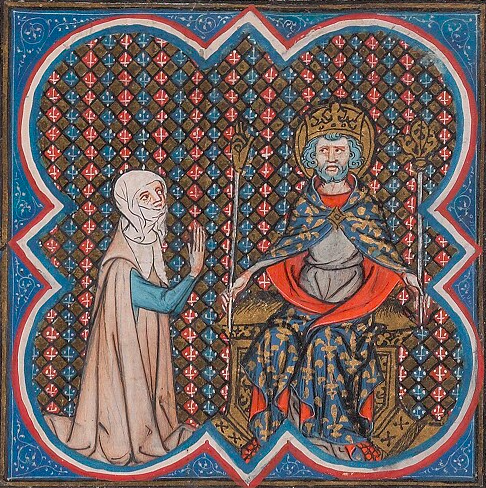
Branca ajoelhada perante o seu avô materno, Luís IX de França; imagem presente no Livro de horas.

Os seus avós paternos foram Hugo IV, Duque da Borgonha e Iolanda de Dreux. Os seus avós maternos foram o rei Luís IX de França e Margarida da Provença.
Entre seus irmãos, estavam: Margarida, consorte do rei Luís X de França; Joana, consorte do rei Filipe VI de França; os duques Hugo V e Eudo VI, Luís da Borgonha, rei da Tessalônica, etc.

## Biografia
Após a morte do pai, Roberto, em 1306, a mãe de Branca, Inês, negociou o seu casamento com Eduardo, herdeiro do conde Amadeu V de Saboia e de sua primeira esposa, Sibila de Bâgé. As negociações ocorreram na presença do rei, em Paris, e os jovens ficaram noivos em 27 de setembro de 1307. Branca tinha por volta de 19 anos, e Eduardo tinha 23. 
Branca levou consigo um dote de 20.000 libras libras francesas, e o conde concorda em fazer de Eduardo o seu sucessor. Além disso, filhos homens farão parte da sucessão ao condado, mas filhas mulheres serão excluídas. Devido ao fato deles serem parentes distantes, foi obtida uma dispensa papal do Papa Bonifácio VIII. Por fim, eles se casaram no Castelo de Montbard, na Borgonha, no dia 18 do mês seguinte. Eles tiveram apenas uma filha, Joana, que viria a ser duquesa da Bretanha como esposa de João III, Duque da Bretanha.

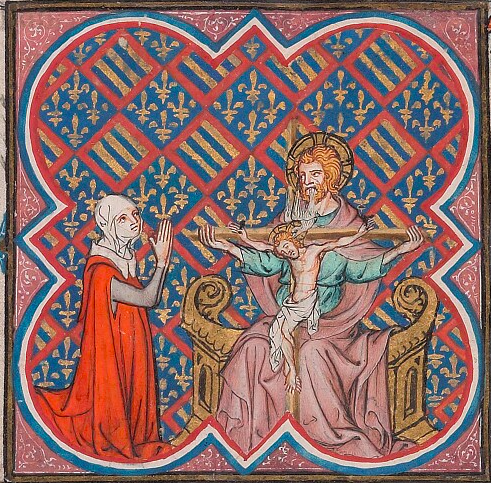
Imagem do Livro de horas da condessa.

Após a morte de Amadeu V em outubro de 1323, Eduardo se torna o novo conde de Saboia. A nova condessa encomendou um Livro de horas, conhecido como "Horas de Saboia", que está atualmente guardado na Biblioteca Beinecke, na Universidade Yale.
Branca ficou viúva com a morte do marido em 1329. Quando o irmão de Eduardo, Aimão, se tornou o novo conde, Branca negociou com ele o seu dote, quando chegaram a um acordo em 8 de fevereiro de 1330. Ela obteve, então,  as cidades e os castelos de Bourg, Treffort,  Coligny, Jasseron, Trivier, Pont-de-Veyle, Pont-de-Vaux na região de Bresse, além do senhorio de Saint-Symphorien-d'Ozon em Viennois, e a casa do templo de Lyon. Ela também ganhou uma casa do rei Filipe VI de França, que era cunhado de Branca, localizada em Faubourg Saint-Marcel, hoje um distrito de Paris, em maio de 1333, que teria pertencido a Pedro de Saboia, arcebispo de Lyon.
Joana, a sua filha, questionou a sucessão do tio Aimão e os seus próprios direitos ao condado de Saboia entre 1329 e 1339. Assim, inicia-se um conflito entres os dois, com Joana sendo apoiada pelo delfim Guigues VIII de Viennois. Em 1339, ela renunciou o seu direito ao título em troca de uma renda anual de 6.000 libras.
Uma das filhas do conde Aimão com Iolanda Paleóloga de Monferrato recebeu o nome de Branca, provavelmente em homenagem a condessa viúva. É possível que quando ela nasceu, na década de 1330, Branca estivesse vivendo na corte de Saboia.
Em 1346 e 1347, Branca usou a sua influência na corte do sobrinho, Amadeu VI de Saboia, para perseguir alianças com a Borgonha para contrabalancear a venda pendente ao delfim de França. Isso levou ao noivado breve de Amadeu VI com Joana, a filha de Filipe da Borgonha, Conde de Auvérnia e de Joana I de Auvérnia.
A condessa faleceu em julho de 1348, possivelmente devido a Peste negra, com cerca de 60 anos de idade. Ela foi sepultada ao lado da filha na Igreja dos Cordeliers, em Dijon.

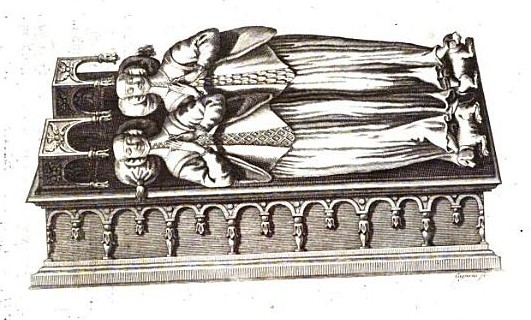
Ilustração da tumba de Branca e Joana em Dijon.

## Descendência
- Joana (1310 - 29 de junho de 1344), se tornou viscondessa de Limoges como parte de seu dote em 1330. Foi a terceira esposa de João III, Duque de Bretanha, mas não teve filhos.